# Steinbachtobel

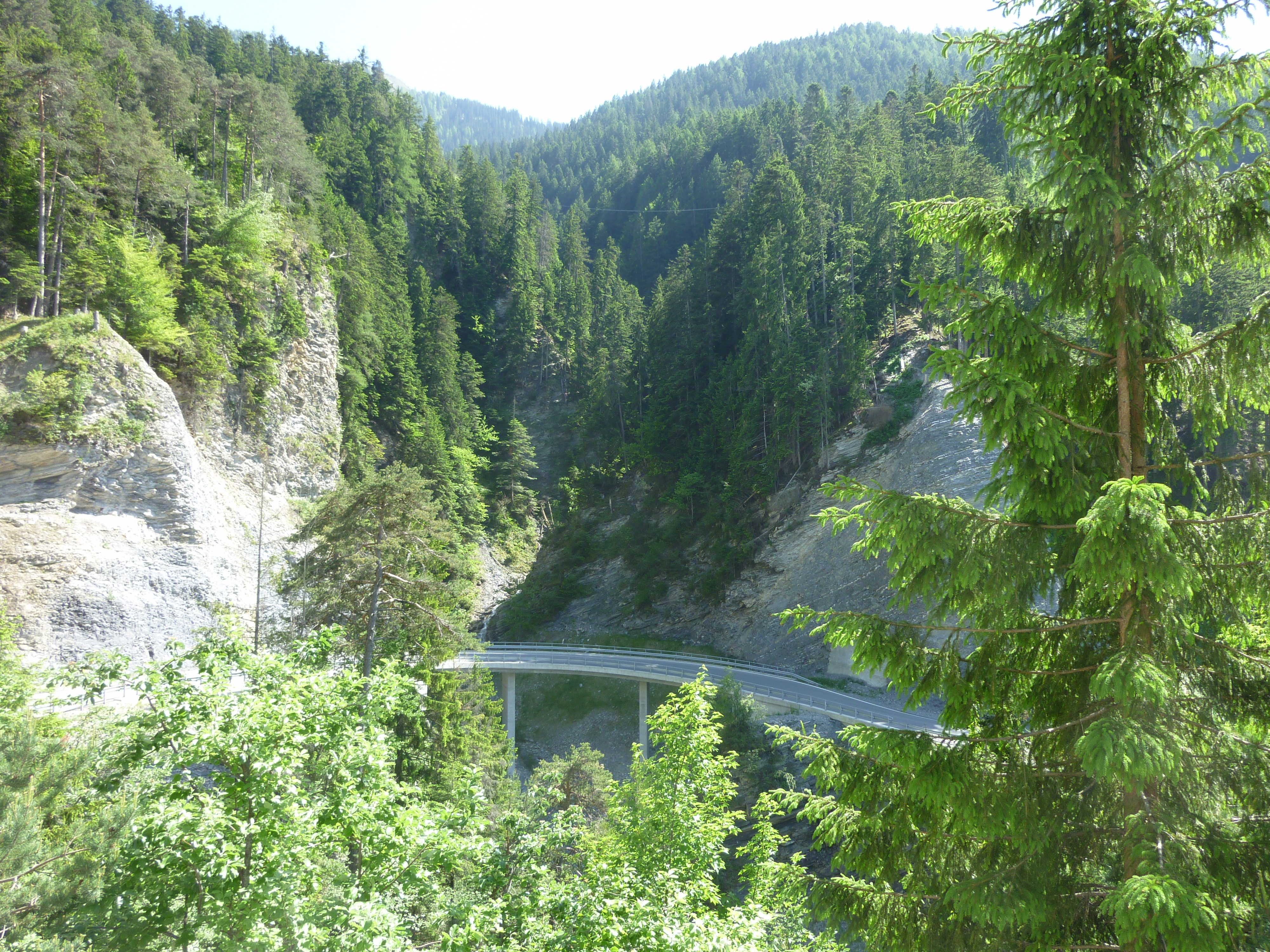
Das Steinbachtobel

Das Steinbachtobel ist ein zur Plessur hin abfallendes Tobel auf der linken Seite des Schanfiggs unterhalb des Dorfes Praden. Der unterste Dorfteil Pradens trägt den vom Tobel entlehnten Namen Steinbach.
Durch das Steinbachtobel führt die Tschiertscherstrasse, die in diesem Gebiet wegen Steinschlags und Hangrutschungen besonders im Frühjahr und Herbst häufig mehrtägig gesperrt werden musste. Seit dem Jahr 2009 wird die Schlucht überbrückt von einer zweispurig befahrbaren Stahlbetonbrücke. Hierzu wurde u. a. ein 40 Meter hoher Felskopf abgetragen.

## Varia
Die evangelische Kirchgemeinde Tschiertschens, Pradens und Passugg-Araschgens heisst Steinbach, da das Steinbachtobel ungefähr die Mitte des Gemeindegebiets bildet. 